# Ермаков, Евгений Иванович
Евгений Иванович Ермаков (04.06.1929—16.08.2006) — российский учёный в области культивирования растений в регулируемых условиях, академик ВАСХНИЛ (1991).Заслуженный деятель науки Российской Федерации (1996). Лауреат Государственной премии РФ в области науки и техники (1996).

## Биография
Родился в с. Ржакса Ржаксинского района Тамбовской области.
Окончил Северо-Осетинский СХИ (1953). В 1953—1955 инженер-почвовед МСХ Северо-Осетинской АССР.
С 1955 и до последних дней жизни в Агрофизическом НИИ: аспирант (1955—1958), младший, старший научный сотрудник, руководитель группы (1959—1976), руководитель сектора программирования урожаев в защищенном грунте (1976—1979), руководитель лаборатории замкнутых систем культивирования растений (1979—1981), с 1982 г. зам. директора по научной работе и руководитель лаборатории светофизиологии и биофизики растений.
Доктор сельскохозяйственных наук (1988), профессор (1991), академик ВАСХНИЛ (1991).

## Научная деятельность
Один из разработчиков метода регенерации корнеобитаемых сред (почвозаменителей).

### Публикации
Автор свыше 350 научных трудов. Получил более 60 патентов и авторских свидетельств на изобретения.
Книги:
- Выращивание овощей без почвы / соавт. Р. И. Штрейс. — Л.: Лениздат, 1968. — 108 с.
- Методические рекомендации по программированию урожаев огурца и томата в теплицах Северо-Западной зоны РСФСР / соавт.: В. И. Дмитриев, В. С. Богданов; Агрофиз. ин-т. — Л., 1982. — 111 с.
- Рекомендации по регенерации искусственных корнеобитаемых сред / соавт.: Л. М. Аникина и др.; Агрофиз. НИИ. — Л., 1987. — 24 с.
- Овощеводство защищенного грунта: учеб. и учеб. пособия для студентов с.-х. вузов по специальности «Плодоовощеводство и виноградарство» / соавт.: В. Е. Советкина и др. — 2-е изд., перераб. и доп. — М.: Колос, 1995. — 352 с.
- Агрофизические основы экологической гармонизации регулируемой агроэкосистемы // Экологизация с.-х. пр-ва в Сев.-Зап. зоне Рос. Федерации. Пробл. и пути развития. СПб., 1998. С. 79-95.
- Биоремедиация химически загрязненных земель (на примере жидкого реактивного топлива): метод. рекомендации / Агрофиз. НИИ. — СПб., 2005. — 24 с.
- Метод комплексной регенерации корнеобитаемых сред: метод. рекомендации / соавт.: Г. Г. Панова и др.; ГНУ Агрофиз. НИИ. — СПб., 2008. — 16 с.
- Избранные труды [Евгения Ивановича Ермакова] / сост. Г. Г. Панова. — СПб.: Изд-во ПИЯФ РАН, 2009. — 191 с.